# 리아고롭시스 스크람미
리아고롭시스 스크람미(Liagoropsis schrammii)는 진정홍조강 국수나물목에 속하는 홍조류의 일종이다. 리아고롭시스과(Liagoropsidaceae)와 리아고롭시스속(Liagoropsis)의 유일종이다. 아시아의 타이완과 카리브 제도의 소앤틸리스 제도와 버진 제도, 남아메리카의 브라질과 콜롬비아, 대서양의 카보베르데 등지에서 발견된다.